# Саркис, Якуб
Якуб Наум Саркис (араб. يعقوب سركيس‎, англ. Yaqoub Sarkis; 1876, Багдад, Османская империя — 1959, Ирак) — иракский писатель, историк и исследователь-энциклопедист, считается одним из самых выдающихся историков османского периода в Ираке.
Член Иракского общества Красного Полумесяца (1935), его администратор, и в последствии — генеральный инспектор. Член Иракской научной академии.

## Биография
Якуб Саркис родился в армянской семье в Багдаде в 1876 году.
Учился в католических христианских школах, где выучил арабский, французский и турецкий языки. После окончания школы непродолжительное время занимался преподавательской деятельностью. Затем отец направил его работать конторским работником в некоторые торговые дома, чтобы изучать переписку и сделки.
Владел огромной библиотекой, одной из самых редких и известных личных библиотек в Ираке и регионе, благодаря своей коллекции редких рукописей и книг на разных языках, которые были недоступны никому больше.
Его исторические сочинения отличались точностью и остроумием. Он оставил в наследство десятки книг, рукописей и статей. Умер в 1959 году.